# マーラ・メープルズ
マーラ・アン・メープルズ（Marla Ann Maples, 1963年10月27日 - ）は、アメリカ合衆国の女優であり、テレビ出演者（セレブリティ）である。後に第45代アメリカ合衆国大統領となるドナルド・トランプの元妻であるが、ドナルドが大統領に就任する以前に離婚しており、ファーストレディであったことはない。

## 生い立ち
アメリカのジョージア州コーハッタで、 モデルのローラ・アン・ロックリア（1940 - 2014）と不動産開発業者であるスタンリー・エドワード・メープルズとの間に生まれる。
ドナルド・トランプとは1989年に出会った。1993年にドナルドと結婚し、同年10月13日、娘のティファニーが生まれる。
しかし、1999年8月には離婚。

### シアター
1992年8月、マーラはトニー賞のミュージカル作品賞を受賞した『ウィル・ロジャース・フォーリーズ』の再演で「ジーグフェルドお気に入りのコーラスガール」として出演した。